# Steatoda nobilis
Espèce
Synonymes
- Lithyphantes nobilis Thorell, 1875
- Steatoda clarkii O. Pickard-Cambridge, 1879

Steatoda nobilis est une espèce d'araignées aranéomorphes de la famille des Theridiidae.
Elle est communément appelée Fausse Veuve noire.

## Distribution

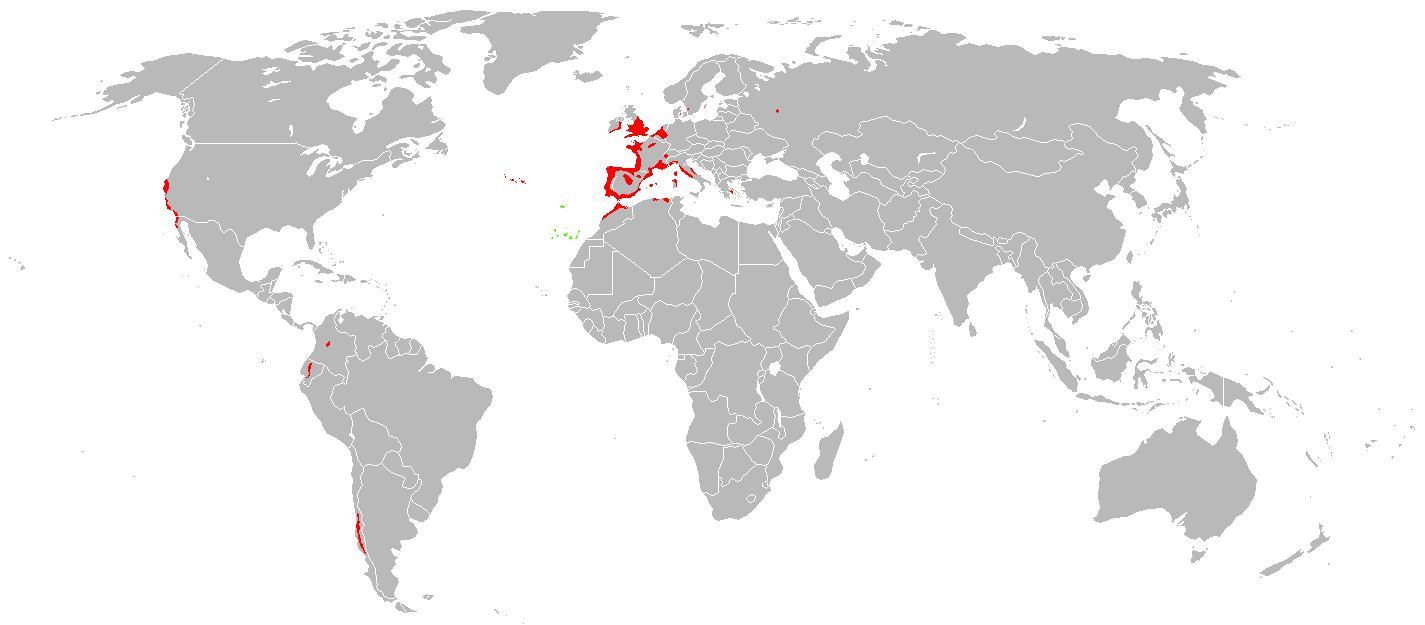
Distribution

Cette espèce est originaire des îles Canaries et de Madère.
Elle a été introduite, au Portugal, en Espagne, en France, en Grande-Bretagne, en Irlande, en Belgique, aux Pays-Bas, en Allemagne, en Suisse, en Italie, en Grèce, en Turquie, en Algérie, au Maroc, au Chili, en Équateur, en Colombie et aux États-Unis en Californie.

## Description
Le mâle syntype mesure 10 mm.
Les mâles mesurent de 7,8 à 10,6 mm et les femelles de 9,5 à 14 mm.

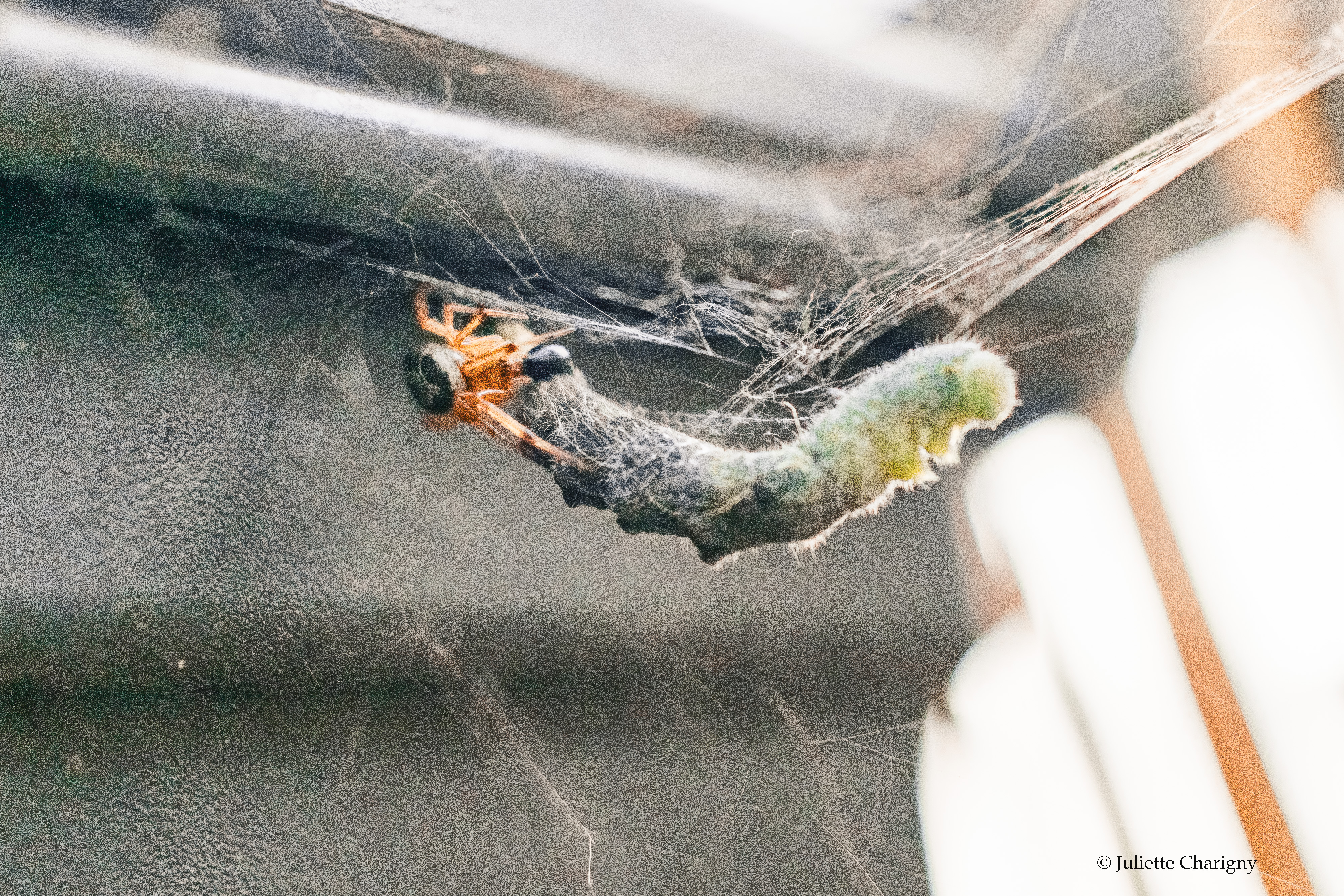
Steatoda nobilis qui mange une chenille après l'avoir attrapée dans sa toile et lui avoir injecté son venin à Lille en France.

Des morsures sérieuses ont été observées.

## Systématique et taxinomie
Cette espèce a été décrite sous le protonyme Lithyphantes nobilis par Thorell en 1875. Elle est placée dans le genre Teutana par Jackson en 1907 puis dans le genre Steatoda par Levi en 1957.
Steatoda clarkii a été placée en synonymie.

## Galerie

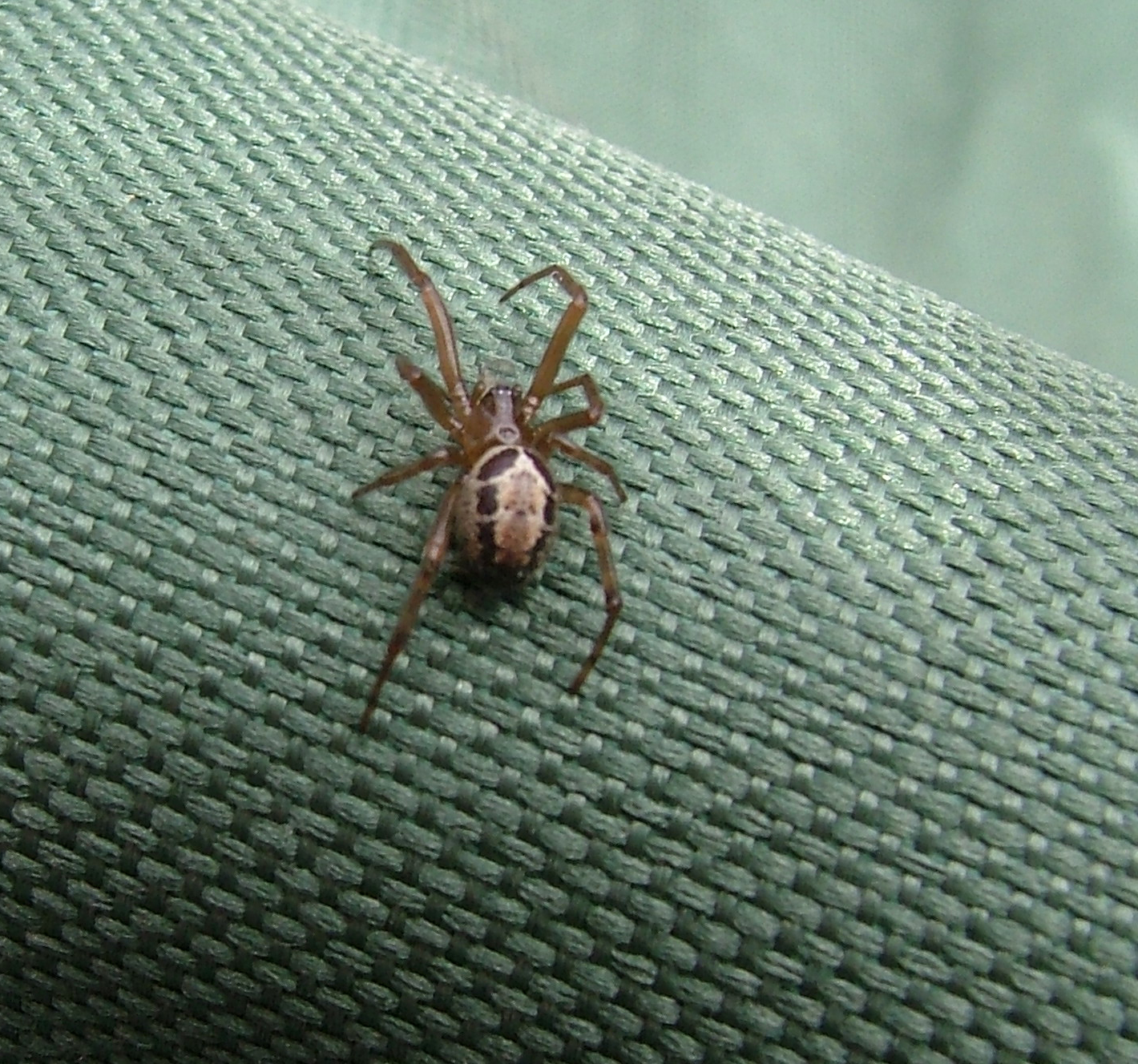
Steatoda nobilis
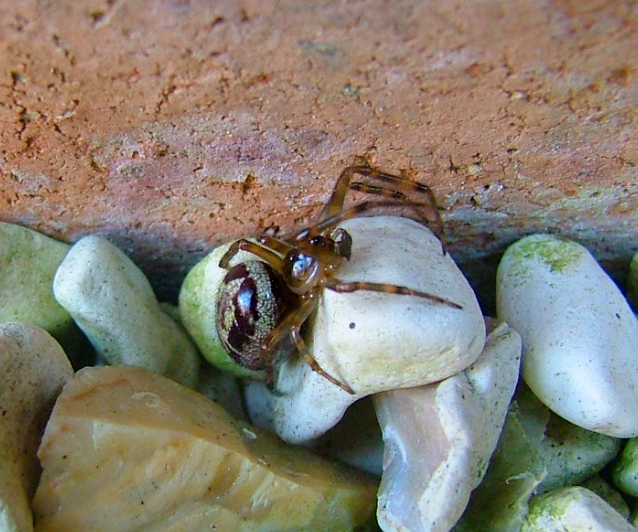
Mâle avec ses pédipalpes
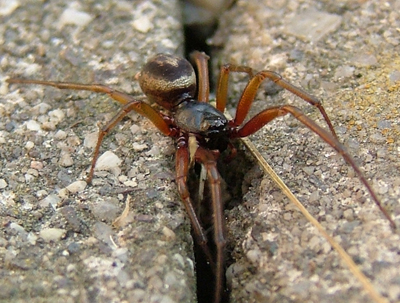
Steatoda nobilis
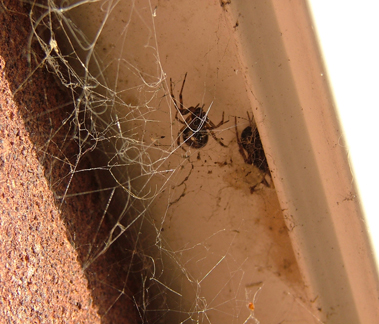
Toile de Steatoda nobilis
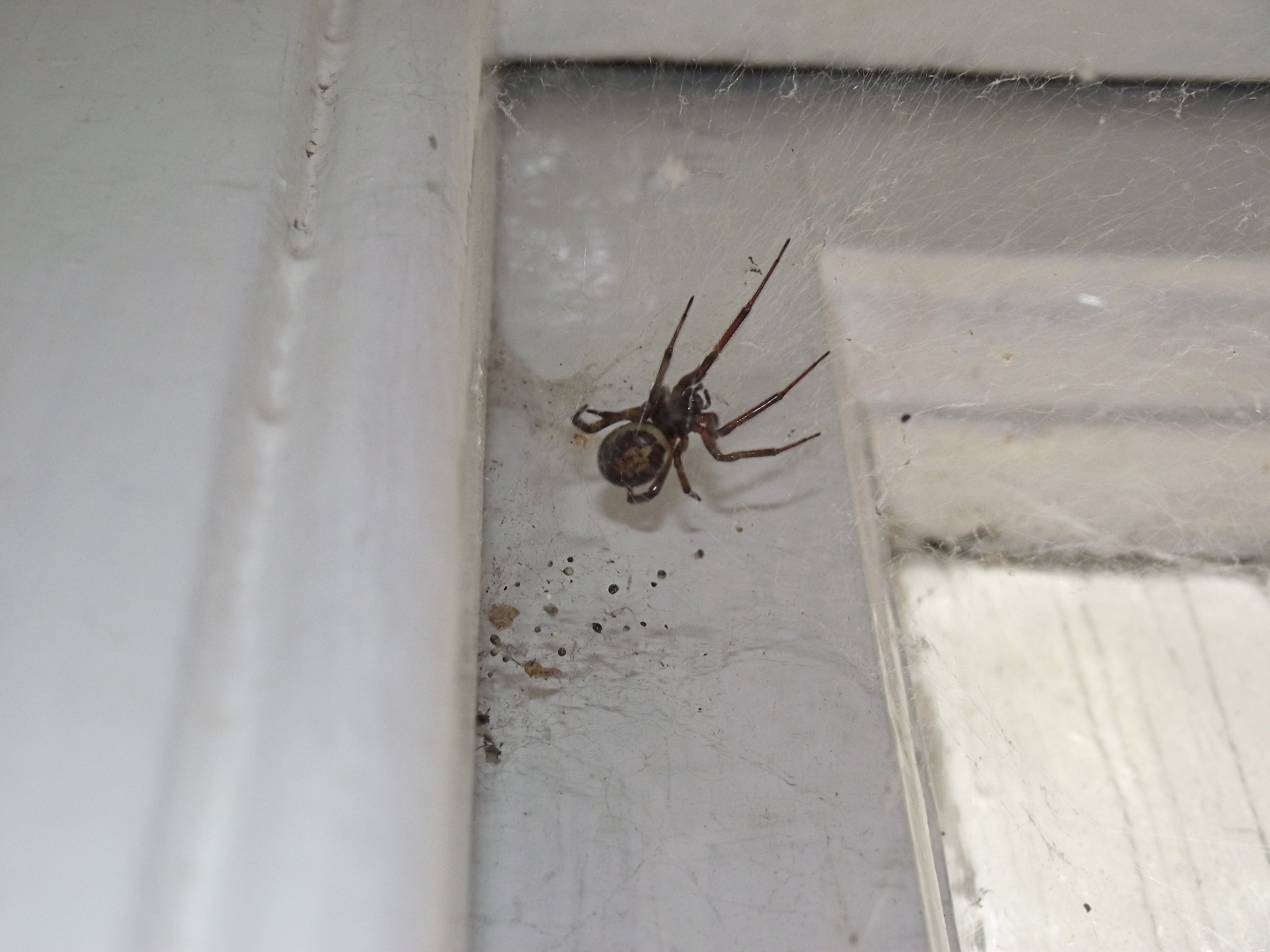
Steatoda nobilis sur sa toile
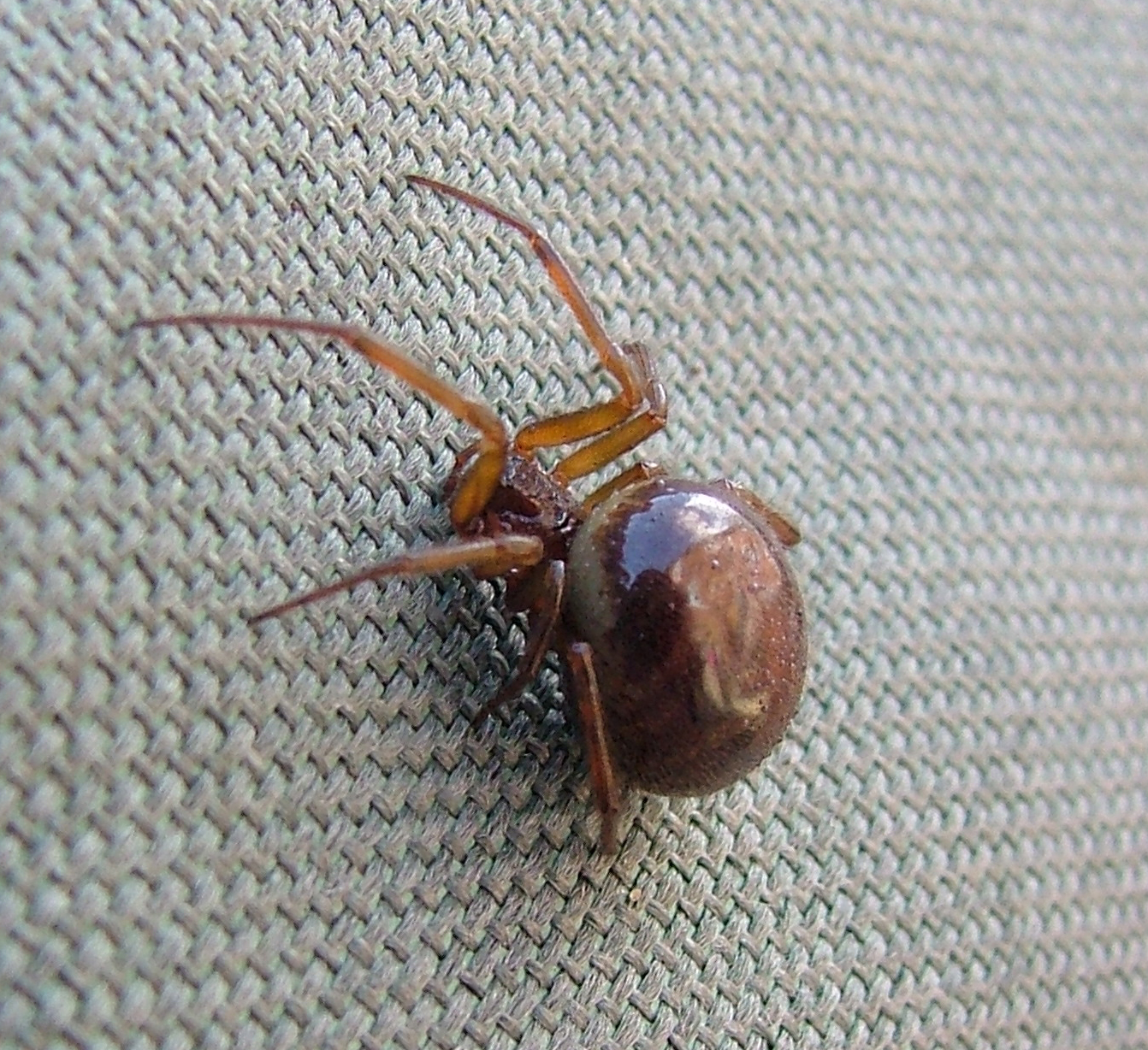
Steatoda nobilis qui mange une coccinelle asiatique après l'avoir attrapée dans sa toile et lui avoir injecté son venin à Lille en France.

## Publication originale
- Thorell, 1875 : « Descriptions of several European and North African spiders. » Bihang till Kongliga Svenska Vetenskaps-Akademiens Handlingar, vol. 13, no 5, p. 1-203.